# 臨平北路
臨平北路是中華人民共和國上海市虹口區一條東西走向道路，西與寶安支路和歐陽路相交，東與臨平路相連，全長600米，始建於20世紀初期，道路名稱來自於浙江省杭州市临平区。